# Болница Градишка
Болница Градишка је јавна здравствена установа регионалног типа која обавља стационарну и консултативну специјалистичку здравствену заштиту секундарног и делимично терцијарног нивоа за општине 
Градишка, Србац, а делом и општине Козарска Дубица и Лакташи, за приближно 105.000 становника који живе у овим општинама.

## Положај и размештај
Болница се налази у Градишки, у улици Младена Стојановића 20. Административно припада Општини Грдаишка, а шире Републици Српској и Босни и Хрецеговини.
Размештена је у у 3 зграде (Стара болница, Нова болница и зграда Поликлинике). Према Уредби о плану мреже здравствених установа,у Републици Српској Болница има 202 болничка кревета (2018).

## Историја
Зачетак  организованог здравства у Градишки везује се за почетак 20. века, тачније 1904. годину. Те године се  у извештају представника Земаљске власти, аустријског генерала Еугена за општину Градишка први пут помиње Општинска амбуланта у којој је ради др Јован Малић из Градишке.
Током 1930-их у општини Градишка ( у данашња зграда болоничке абораторије.) отворен је Дом народног здравља, а 1939. године започета је изградња Бановинске болнице, као претече данашњег Дома здравља.
По завршетку Другог светског рата у објекту Дома народног здравља, 1946. године отворено је болничко одељење са 15 кревета.
Дом народног здравља је 1956. године промениоиме у Дом здравља, а 10 година касније основан је  Медицински центар Градишка.
Изградња нове модерне болничке зграде  започета је 1972. године, али све до 2011. године није било значајних улагања у просторни капацитет болнице.

## Организација
Све активности у Болница обављају се у оквирима две основне организационе јединице: Одељења и служби за медицинске и службе за немедицинске послове: